# Unité d'angle
Une unité d'angle est une unité de mesure permettant d'exprimer la valeur de l'angle formé par deux droites (angle plan) ou deux plans (angle dièdre).

## Unités du Système international

Définition du radian : angle sous-tendant un arc de cercle de même longueur que le rayon du cercle.

L'unité d'angle du Système international est le radian (symbole : rad), défini comme l'angle sous-tendant, depuis le centre d'un cercle, un arc de même longueur que son rayon.
On utilise un peu le milliradian (1 mrad = 10−3 rad) et le microradian (1 µrad = 10−6 rad), et très peu ses autres multiples et sous-multiples.

## Autres unités usuelles
Les principales unités d'angle utilisées couramment, outre le radian, sont l'angle plein et ses subdivisions :
- l'angle plein (ou « tour ») est l'angle sous-tendant, dans un cercle, toute sa circonférence ;
  - l'angle plat (ou demi-tour) est une moitié d'angle plein,
  - l'angle droit (ou quart de tour, ou quadrant) un quart,
  - le sextant un sixième,
  - et l'octant un huitième ;
- le degré d'angle (ou d'arc) ou simplement degré (symbole[b] : °) est défini comme la trois-cent-soixantième partie d'un angle plein (1/360 tour). On n'utilise pas les multiples et sous-multiples décimaux du degré, mais en astronomie et en navigation on utilise deux de ses sous-multiples sexagésimaux :
  - la minute d'angle (ou d'arc) ou simplement minute (symbole[b] : '), égale à un soixantième de degré,
  - la seconde d'angle (ou d'arc) ou simplement seconde (symbole[b] : "), égale à un soixantième de minute,
  - et, en astronomie, les sous-multiples décimaux de la seconde d'arc ;
- le grade ou gon (symbole : gon depuis 1982, gr auparavant) est défini comme un centième d'angle droit (1/400 tour).

## Unités spécialisées
- Dans l'artillerie on utilise le mil (ou mil angulaire, millième angulaire, pour mille d'artillerie), de symbole ₥, qui vaut environ un milliradian (10−3 rad) mais dont la définition exacte diffère selon les pays.
- En astronomie on exprime l'ascension droite en heures, minutes et secondes (symboles[b] : h, m et s) : 1h = 15° (donc 24h = 360°), 1h = 60m, 1m = 60s. Il ne faut bien sûr pas confondre les minutes et secondes d’ascension droite avec les minutes et secondes d'angle (ou d'arc).
- En lunetterie on utilise pour la puissance P des prismes la dioptrie prismatique (symbole : Δ), reliée à l'angle de déviation δ par la formule {\displaystyle P=100\,\tan \delta \ } (P en Δ, δ en radians).
- Dans la navigation maritime on utilise le quart de vent ou rhumb, égal à un quart d'octant, soit 1/32 tour, π/16 rad ou 11° 15'.

## Unités anciennes
- L'ancienne astronomie chinoise emploie comme unités d'angle :
  - le zhang, le chi (un dixième de zhang) et le cun (un dixième de chi), sans qu'on connaisse exactement leurs valeurs dans les unités contemporaines (le chi pourrait être proche du degré) ;
  - le du, déplacement moyen du Soleil sur la sphère céleste en 24 heures. Il vaut donc en moyenne 360/365,25 degré, soit 0,9856°.
- Les mathématiques et l'astronomie mésopotamiennes (et à leur suite Hipparque) utilisent :
  - le degré, la minute et la seconde d'angle (ou d'arc), mais aussi dans leurs calculs les sous-multiples sexagésimaux suivants, notamment la tierce (un soixantième de seconde) et la quarte (un soixantième de tierce) ;
  - le pechus ou coudée astronomique, arc défini par Hipparque comme le 1/180ème du cercle, soit 2 degrés.